# Novovasîlivka, Berdeansk
Novovasîlivka (în ucraineană Нововасилівка) este localitatea de reședință a comunei Novovasîlivka din regiunea Zaporijjea, Ucraina.

## Demografie
Componența lingvistică a localității Novovasîlivka
     Rusă (63,84%)
     Ucraineană (35,57%)
     Alte limbi (0,4%)
Conform recensământului din 2001, majoritatea populației localității Novovasîlivka era vorbitoare de rusă (63,84%), existând în minoritate și vorbitori de ucraineană (35,57%).